# Camptoscaphiella sinensis
Camptoscaphiella sinensis là một loài nhện trong họ Oonopidae.
Loài này thuộc chi Camptoscaphiella. Camptoscaphiella sinensis được Christa Deeleman-Reinhold miêu tả năm 1995.